# Emergency Rescue Committee
Das Emergency Rescue Committee (ERC) war eine Hilfsorganisation für Flüchtlinge vor dem NS-Regime in Frankreich in der Zeit von 1940 bis 1942. Koordiniert wurde die Rettung zahlreicher europäischer Intellektueller und Künstler durch den amerikanischen Journalisten Varian Fry. Nach dessen Verhaftung und Abschiebung aus Marseille war das ERC an der Gründung des International Rescue Committee beteiligt.

## Geschichte

### Gründung, Tätigkeit

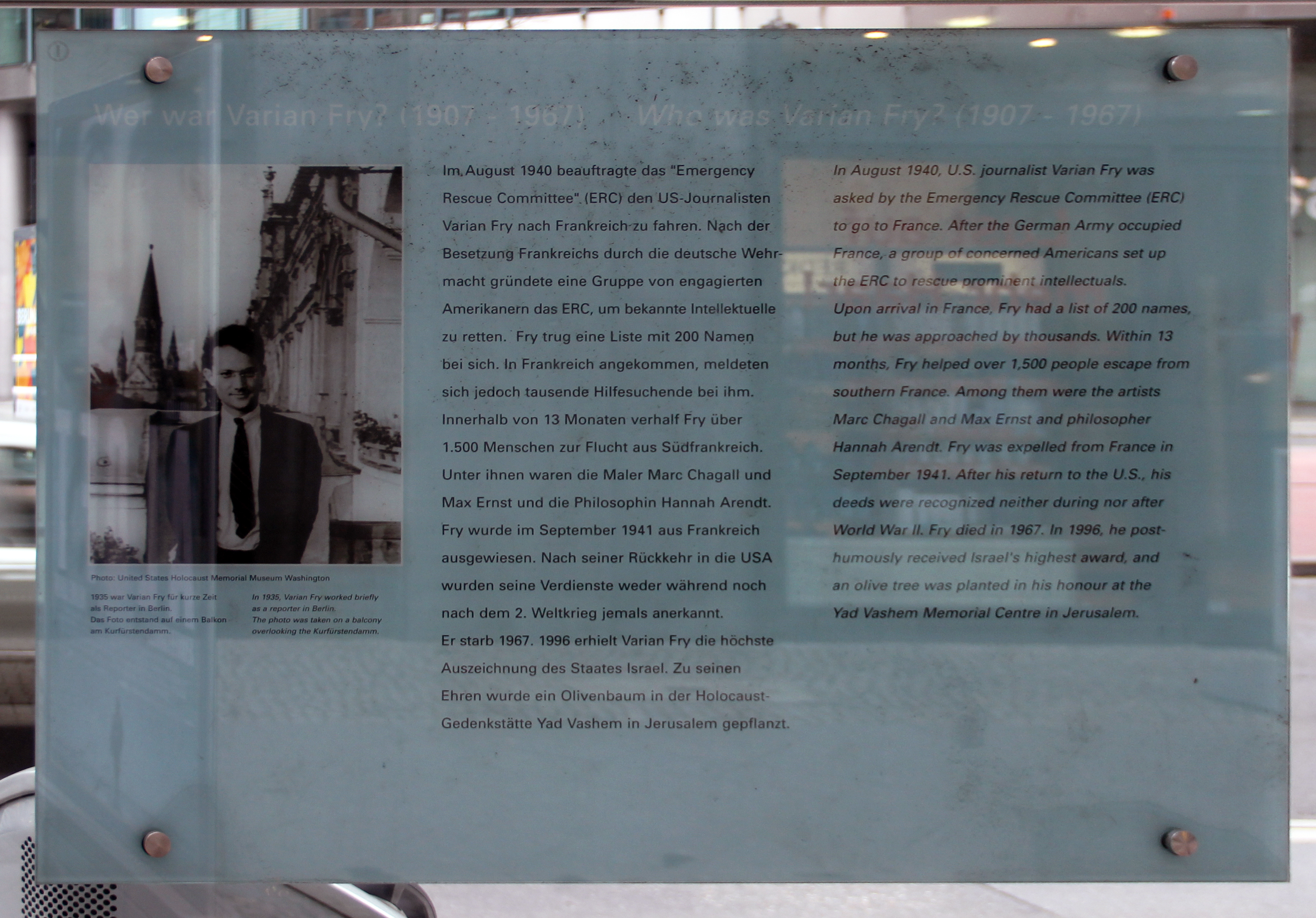
Gedenktafel, Potsdamer Straße 1, in Berlin-Tiergarten

Im deutsch-französischen Waffenstillstandsvertrag vom 22. Juni 1940 war mit Artikel 19 die Auslieferung von Deutschen durch Frankreich auf Verlangen vereinbart worden. In Emigrantenkreisen gab es Gerüchte über Auslieferungslisten mit den Namen von bis zu Exilanten. Am 25. Juni 1940 wurde in den Vereinigten Staaten das Emergency Rescue Committee (ERC) gegründet, um namhaften europäischen Intellektuellen, Künstlern, Politikern und Gewerkschaftlern die Ausreise und Flucht aus dem unbesetzten Vichy-Frankreich nach Übersee zu ermöglichen. Die strikten amerikanischen Quotenregeln mit jahrelangen Wartezeiten für reguläre Einreisevisen waren kein gangbarer Weg für eine rasche Flucht in die Vereinigten Staaten. Das ERC konnte aber über das Präsidialkomitte für Flüchtlinge (President´s Advisory Committee on Political Refugees) Besuchervisen für Notfälle erhalten.
Das ERC verhalf von seiner Gründung bis zur kompletten Besetzung Frankreichs durch deutsche Truppen Ende 1942 intellektuellen Gegnern der Nationalsozialisten zur Flucht in die USA. Der Gewerkschaftsbund American Federation of Labor und das Jewish Labor Committee steuerten dazu eine Liste von gefährdeten deutschen und österreichischen Sozialdemokraten und Gewerkschaftern bei und die Gewerkschaft spielte eine entscheidende Rolle bei der Finanzierung des ERC in den Folgemonaten. Die Mehrzahl der Emigranten war mit Beginn der Kriegshandlungen in miserabel ausgestatteten Lagern interniert und zusammengepfercht worden und musste die Überführung in Konzentrationslager, Folter und Tod befürchten.
Der Journalist Varian Fry wurde vom ERC nach Marseille geschickt, wo er einen Mitarbeiterstab, darunter Miriam Davenport, Mary Jayne Gold und zum Teil selbst von der Verfolgung Bedrohte um sich sammelte, wie den Schriftsteller Hans Sahl und den Ökonomen Albert O. Hirschman. Ihre Arbeit reichte von der materiellen Unterstützung bis zur Organisation der Ausreise, mit legalen und illegalen Mitteln. Papiere und Visen mussten besorgt, Schiffsplätze gekauft, heimliche Wege über die spanische Grenze organisiert werden. Frys Arbeit und sein wegen zögerlicher Reaktionen teilweise gespanntes Verhältnis zum in Manhattan sitzenden ERC schildert Uwe Wittstock in seinem 2024 erschienenen Buch Marseille 1940. Die große Flucht der Literatur. Als Fry im September 1941 aus Frankreich ausgewiesen wurde, übernahm Daniel Bénédite die Leitung des ERC-Büros bis die französische Polizei es im Juni 1942 offiziell schloss.
1942 schloss sich das ERC der International Relief Association an und es entstand das International Rescue Committee.
Bekannt ist zum Beispiel das tragische Ende der Flucht von Walter Benjamin, der sich in Spanien aus Angst, nach Frankreich zurückgeschickt zu werden, das Leben nahm. Aber viele Persönlichkeiten verdanken dem ERC und Varian Fry ihr Leben, insgesamt über 2.000.

### Die Reise derCapitaine Paul Lemerle
Am 24. März 1941 fuhr von Marseille aus das vom ERC angeheuerte Schiff Capitaine Paul Lemerle
nach Martinique. Es war ein umgebautes Frachtschiff, mit dem europäische Flüchtlinge in Sicherheit gebracht werden sollten. An Bord befand sich vor allem eine Gruppe von Emigranten, die von US-Präsident Franklin D. Roosevelt unterzeichnete amerikanische Besuchervisa erhalten hatten. Zu den prominenten Passagieren zählte zum Beispiel Anna Seghers, die während der Überfahrt an Entwürfen ihres Romans Transit arbeitete. Über die Zustände an Bord schreibt Kristine von Soden:

„Mit dreihundertfünfzig Passagieren bei lediglich zwei Kabinen und sieben Schlafplätzen ist auch diese schwimmende Nussschale katastrophal überbelegt. Notdürftig geschreinerte Bettgestelle wurden in die luft- und lichtlosen Frachträume für das ›Gesindel‹ bugsiert, erzählt Claude Lévi-Strauss 1955 in Tristes Tropiques. Der französische Ethnologe ist neben anderen unliebsamen Prominenten, darunter der russische Revolutionär Victor Serge und der surrealistische Maler Wilfredo Lam, mit an Bord.“

Schon der Kapitän des Schiffes soll die Passagiere gewarnt haben, dass ‚Martinique die Schande Frankreichs ist‘, und so wurden die Flüchtlinge sofort nach ihrer Ankunft im Lager Pointe Rouge interniert, und nur Inhaber französischer Pässe durften tagsüber für ein paar Stunden die Bucht nach Fort-de-France überqueren. Von Fort-de-France konnte dann ein Teil der Passagiere seine Reise fortsetzen. An Bord der Duc D'Aumale erreichten sie am 21. Mai 1941 New York, wie es am Beispiel von Minna Flake in der Datenbank von Ellis Island dokumentiert ist.

## Vom ERC Gerettete (Auswahl)
| - Hannah Arendt - Ernst Josef Aufricht - Hans Aufricht-Ruda - Hans Bellmer - Georg Bernhard - Victor Brauner - André Breton - Pablo Casals - Marc Chagall - Óscar Domínguez - Marcel Duchamp - Max Ernst |  | - Edvard Fendler - Lion Feuchtwanger - Minna Flake - Leonhard Frank - Hans Habe - Konrad Heiden - Heinz Jolles - Erich Itor Kahn - Fritz Kahn - Alfred Kantorowicz - Arthur Koestler - Siegfried Kracauer - Wifredo Lam - Jacqueline Lamba - Wanda Landowska |  | - Lotte Leonard - Claude Lévi-Strauss - Jacques Lipchitz - Alma Mahler-Werfel - Golo Mann - Heinrich Mann - Valeriu Marcu - André Masson - Walter Mehring - Otto Meyerhof - Boris Mirkin-Getzewitsch - Soma Morgenstern - Hans Namuth |  | - Hans Natonek - Max Ophüls - Hertha Pauli - Alfred Polgar - Hans Sahl - Anna Seghers - Victor Serge - Viktor Tischler - Franz Werfel - Kurt Wolff und Helen Wolff - Christian Wolff - Ylla |

## Film
- 2023: Transatlantic, Netflix-Serie basierend auf dem Roman The Flight Portfolio von Julie Orringer, mit Cory Michael Smith als Varian Fry und Gillian Jacobs als Mary Jayne Gold[12]